# Liga Zagrebačke nogometne regije 1979./80.
Liga Zagrebačke nogometne regije, također i kao Zagrebačka regionalna nogometna liga, Regionalna liga Zagreb, u sezoni 1979./80. je predstavljala ligu četvrtog stupnja nogometnog prvenstva Jugoslavije. 
 
Sudjelovalo je 14 klubova, a prvak je bila "Mladost" iz Petrinje. 

## Ljestvica
| mj. | klub                             | ut. | pob. | ner. | por. | gol+ | gol- | bod |
| --- | -------------------------------- | --- | ---- | ---- | ---- | ---- | ---- | --- |
| 1.  | Mladost Petrinja                 | 26  | 18   | 5    | 3    | 68   | 20   | 41  |
| 2.  | MTČ Čakovec                      | 26  | 15   | 6    | 5    | 72   | 29   | 36  |
| 3.  | Trešnjevka Zagreb                | 26  | 11   | 8    | 7    | 48   | 36   | 30  |
| 4.  | Slaven Koprivnica                | 26  | 10   | 8    | 8    | 42   | 43   | 28  |
| 5.  | Trgocentar Sloga Čakovec         | 26  | 9    | 9    | 8    | 41   | 36   | 27  |
| 6.  | Polet Pribislavec                | 26  | 12   | 3    | 11   | 49   | 52   | 27  |
| 7.  | Zagorac Krapina                  | 26  | 12   | 3    | 11   | 39   | 56   | 27  |
| 8.  | Jugokeramika Zaprešić            | 26  | 10   | 6    | 10   | 38   | 46   | 26  |
| 9.  | Hidroelektra (Zagreb – Podsused) | 26  | 9    | 6    | 11   | 44   | 47   | 24  |
| 10. | Rudar Mihovljan                  | 26  | 9    | 6    | 11   | 37   | 48   | 24  |
| 11. | TPK Zagreb                       | 26  | 9    | 5    | 12   | 46   | 49   | 23  |
| 12. | Proleter Garešnički Brestovac    | 26  | 8    | 6    | 12   | 40   | 60   | 22  |
| 13. | INA (Sisak – Novo Pračno)        | 26  | 6    | 6    | 14   | 38   | 49   | 18  |
| 14. | Oroslavje                        | 26  | 4    | 3    | 19   | 25   | 56   | 11  |

## Rezultatska križaljka
| kratica | klub                             | HID | INA | JUG | MLA | MTČ | ORO | POL | PRO | RUD | SLA | TPK | TRE | TRGS | ZAG |
| --- | -------------------------------- | --- | --- | --- | --- | --- | --- | --- | --- | --- | --- | --- | --- | ---- | --- |
| HID | Hidroelektra (Zagreb – Podsused) |     |     |     |     |     |     |     |     |     |     |     |     |      |     |
| INA | INA (Sisak – Novo Pračno)        |     |     |     |     |     |     |     |     |     |     |     |     |      |     |
| JUG | Jugokeramika Zaprešić            |     |     |     |     |     |     |     |     |     |     |     |     |      |     |
| MLA | Mladost Petrinja                 |     |     |     |     |     |     |     |     |     |     |     |     |      |     |
| MTČ | MTČ Čakovec                      |     |     |     |     |     |     |     |     |     |     |     |     |      |     |
| ORO | Oroslavje                        |     |     |     |     |     |     |     |     |     |     |     |     |      |     |
| POL | Polet Pribislavec                |     |     |     |     |     |     |     |     |     |     |     |     |      |     |
| PRO | Proleter Garešnički Brestovac    |     |     |     |     |     |     |     |     |     |     |     |     |      |     |
| RUD | Rudar Mihovljan                  |     |     |     |     |     |     |     |     |     |     |     |     |      |     |
| SLA | Slaven Koprivnica                |     |     |     |     |     |     |     |     |     |     |     |     |      |     |
| TPK | TPK Zagreb                       |     |     |     |     |     |     |     |     |     |     |     |     |      |     |
| TRE | Trešnjevka Zagreb                |     |     |     |     |     |     |     |     |     |     |     |     |      |     |
| TRGS | Trgocentar Sloga Čakovec         |     |     |     |     |     |     |     |     |     |     |     |     |      |     |
| ZAG | Zagorac Krapina                  |     |     |     |     |     |     |     |     |     |     |     |     |      |     |
| |                                  |     |     |     |     |     |     |     |     |     |     |     |     |      |     |
| podebljan rezultat - utakmice od 1. do 13. kola (1. utakmica između klubova) rezultat normalne debljine - utakmice od 14. do 26. kola (2. utakmica između klubova) rezultat nakošen - nije vidljiv redoslijed odigravanja međusobnih utakmica iz dostupnih izvora rezultat smanjen * - iz dostupnih izvora nije uočljiv domaćin susreta prekrižen rezultat - poništena ili brisana utakmica p - utakmica prekinuta 3:0 p.f. / 0:3 p.f. - rezultat 3:0 bez borbe |                                  |     |     |     |     |     |     |     |     |     |     |     |     |      |     |

 Izvori: